# Margaritopsis paupertina
Margaritopsis paupertina là một loài thực vật có hoa trong họ Thiến thảo. Loài này được (Standl. & Steyerm.) C.M.Taylor mô tả khoa học đầu tiên năm 2005.